# NK Ukrina Novo Selo
Nogometni klub Ukrina Novo Selo (NK Ukrina; Ukrina; Ukrina Novo Selo) je bio nogometni klub iz Novog Sela, općina Bosanski Brod, Republika Srpska, Bosna i Hercegovina.

## O klubu
U Novom Selu je nogometni klub osnovan 1935. godine pod imenom NK "Troglav" od strane djelatnika na željeznici. Početkom 1940.-ih se preimenuje u NK "Jadran", te djeluje do kraja Drugog svjetskog rata. 
 
Klub je pod imenom NK "Ukrina", Novo Selo nanovo osnovan i registriran 1954. godine pri općinskom NS Bosanski Brod. Klub je ime dobio po istoimenoj rijeci koja teče kroz Novo Selo. Igralište kluba je smješteno na predjelu "Žlićka". Klub se natjecao u nogometnim ligama na području Bosne i Hercegovine i Hrvatske, s obzirom na to da je ONS Bosanski Brod, bio pod upravljanjem Nogometnog saveza Slavonskog Broda. 
 
1980.-ih godina je postojalo Sportsko društvo "Ukrina", u čijem, su sastavu djelovali nogometni, rukometni i stolnoteniski klub. 
Zbog rata u BiH, okupacije i protjerivanja hrvatskog stanovništva iz Novog Sela klub se početkom 1990.-ih godina gasi. U izbjeglištvu bivši igrači organiziraju veteransku momčad, koja se natjecala 1998. do 2004. u veteranskoj ligi "NS Slavonski Brod". Također su organizirali malonogometnu momčad.

Igralište "Ukrine" je 2009. godine obnovljeno te se na njemu povremeno održavaju nogometne utakmice, kao i malonogometni turniri.

## Poznati igrači
- Ilija Aračić
- Franjo Bilić

## Unutrašnje poveznice
- Novo Selo

## Vanjske poveznice
- nkukrina-novoselo.blogspot.com  Arhivirana inačica izvorne stranice od 25. prosinca 2018. (Wayback Machine)
- novo-selo.blogspot.com